# Goya Dress
Goya Dress byla skotská hudební skupina tvořená zpěvačkou, kytaristkou a klávesistkou Astrid Williamsonovou, baskytaristou Terrym de Castrem a bubeníkem Simonem Pearsonem. Své první EP skupina vydala v roce 1995 a neslo název Bedroom Cinema. Své první a jediné řadové album nazvané Rooms skupina vydala v roce 1996 a než stihla zahájit práce na dalším albu, rozpadla se. Po jejím rozpadu Williamsonová vydala několik sólových alb.

## Diskografie
- Bedroom Cinema (EP, 1995)
- Ruby EP (EP, 1995)
- Crush (singl, 1996)
- Glorious (EP, 1996)
- Rooms (1996)